# Juan Bernardino
Juan Diego Bernardino (ca. 1460 – 15 de maio de 1544) foi um dos dois camponeses astecas, junto com Juan Diego Cuauhtlatoatzin, que, de acordo com a tradição mexicana, se apareceu em 1531 a Virgem Maria. Foi índio asteca, vidente de Nossa Senhora de Guadalupe.

## Vida
Se conhece muito pouco sobre a vida de Juan Bernardino. Vivia em Tulpetlac, uns 14 km a norte de Tenochtitlán. Havia criado o seu sobrinho, Juan Diego Cuauhtlatoatzin, por haver morrido os pais deste. Depois da morte em 1529 da esposa de Juan Diego, María Lucía, Juan Diego se mudou para viver perto de seu tio em Tulpetlac.

## Visão de Nossa Senhora
Em 12 de dezembro de 1531, Juan Bernardino tinha ficado doente. Era o tempo das aparições de Nossa Senhora, da Santíssima Virgem de Guadalupe. De acordo com a maioria das fontes, Juan Bernardino tinha contraído a doença chamada cocoliztli, uma doença temida que afetou os nativos da Nova Espanha e muitas vezes levou à morte. Em 10 de dezembro de 1531, após as primeiras aparições, Juan Diego encontrou seu tio muito doente. Naquela noite e no dia seguinte Juan Diego estava cuidando de seu tio. Ao anoitecer, parecia claro que Juan Bernardino ia morrer. Juan Diego saiu de casa às 4 horas da manhã de 12 de dezembro de 1531 para encontrar um padre para administrar a confissão de seu tio e extrema-unção. Enquanto Juan Diego estava ausente, seu tio estava fraco demais para tomar o medicamento que tinha sobre a mesa e sentiu que iria morrer.

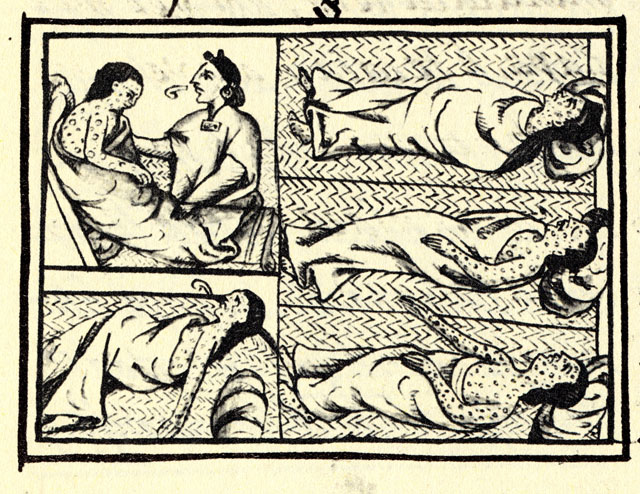

De repente, a sala estava cheia de luz e apareceu uma linda e radiante mulher, Nossa Senhora, No momento, ele caiu de joelhos, sendo curado. Ela lhe disse que ela tinha aparecido a Juan Diego na colina de Tepeyac e lhe tinha enviado para atender o bispo (o primeiro bispo do México, Juan de Zumárraga) com a sua imagem sagrada gravado em seu Tilma. Neste aspecto a mulher identificou-se como a sempre Virgem Santa Maria de Guadalupe. Alguns analistas acreditam que  Coatlaxopeuh, como Nossa Senhora de Guadalupe disse a ele, poderia significar "nascido das headlands", "aquela que esmaga a serpente de pedra", "domina sobre a serpente" ou outros. Uma tradução breve: "Coa significa "cobra", "Tla" é equivalente ao artigo "o", enquanto que "xopeuh" significa "esmagamento", o que constituía a expressão "Aquela que esmaga a (cabeça) cobra"; referindo-se a Deusa Quetzalcoatl, representada por uma serpente emplumada.